# Signoret
Signoret är en ort i Mexiko.   Den ligger i kommunen Puebla och delstaten Puebla, i den sydöstra delen av landet, 120 km öster om huvudstaden Mexico City. Signoret ligger 2 286 meter över havet och antalet invånare är 507.
Terrängen runt Signoret är kuperad åt sydost, men åt nordväst är den platt. Runt Signoret är det mycket tätbefolkat, med 2 614 invånare per kvadratkilometer. Närmaste större samhälle är Puebla de Zaragoza, 11,9 km väster om Signoret. Trakten runt Signoret består till största delen av jordbruksmark.